# Imaginationland
Imaginationland is de 163e aflevering (#1110) en tiende aflevering van het elfde seizoen van de Amerikaanse televisieserie South Park. Deze aflevering werd in Amerika voor het eerst uitgezonden op 17 oktober 2007 op Comedy Central.
Het is het eerste deel van een trilogie. De aflevering wordt vervolgd in Imaginationland Episode II.

## Verhaal
De aflevering start in de bossen, waar de kinderen onder leiding van Cartman op zoek zijn naar een leprechaun (Ierse kabouter). Ook Kyle is er, die met Cartman een weddenschap heeft afgesloten: vinden ze een leprechaun, dan moet Kyle Cartmans ballen likken en vinden ze er geen, dan moet Cartman Kyle $10 geven. Butters ziet een leprechaun en de kinderen weten hem te vangen. De leprechaun waarschuwt ze voor een terroristische aanslag en verdwijnt dan.
Cartman eist dat Kyle nu zijn ballen likt, maar Kyle gelooft nog steeds niet dat de leprechaun echt was. De volgende dag ontmoetten Stan, Kyle, Butters, Jimmy en Kenny een man die hun vertelt dat het feit dat iets verbeelding is, niet betekent dat het niet echt kan zijn. Vervolgens neemt hij hen met zijn "Imagination Flying Machine" mee naar Imaginationland, een bizarre plek, waar alle wezens die ooit aan de menselijke verbeelding zijn ontsproten leven. Zo wonen daar figuren als de Smurfen, de troetelbeertjes, Harry Potter, Obelix, Mickey Mouse en de Lollykoning.
De bewoners vragen de jongens naar de leprechaun en wat hij gezegd heeft, als een groep moslimterroristen verschijnt. Ze laten enkele bommen afgaan, met als gevolg dat veel wezens doodgaan en een groot deel van de stad verwoest wordt. De jongens weten te vluchten dankzij een draak, op Butters na, die gevangen wordt genomen door de terroristen.
Als Kyle de volgende ochtend wakker wordt, denkt hij opgelucht dat hij een nare droom heeft gehad. Totdat hij via de telefoon van Stan hoort dat die precies dezelfde droom heeft gehad. Dan blijkt ook nog dat Butters is vermist. Ondertussen eist Cartman nog steeds dat Kyle zijn ballen likt en daarvoor stapt hij zelfs naar de hooggerechtshof van Colorado. Die stelt Cartman in het gelijk en zegt dat Kyle binnen 24 uur zijn belofte na moet komen. Doet hij dat niet, dan wordt hij gearresteerd.
Ook het Pentagon heeft lucht gekregen van de aanslag. Ze hebben een video van de terroristen in handen gekregen waarop onder andere Butters is te zien, die een verklaring van de terroristen voorleest en aan het eind om hulp aan Stan en Kyle roept. De bevelhebbers zoeken hulp bij enkele filmregisseurs, maar aan de "ideeën" van M. Night Shyamalan, die allemaal vreemde plotveranderingen voorstelt, en Michael Bay, die het alleen maar over special effects heeft, hebben ze niets. Het advies van Mel Gibson blijkt echter wel nuttig; op zijn aanraden gaan ze in de video op zoek naar opvallende dingen of personen die er niet thuis horen. Ze bekijken de video opnieuw en komen tot de ontdekking dat Butters geen fantasiefiguur is. Daarop gaan ze op zoek naar Kyle en Stan.
In Imaginationland maken de terroristen Rockety Rocket klaar om de "Barriere" op te blazen, de muur die goed en kwaad scheidt. Achter deze Barriere wonen alle kwaadaardige wezens die door de menselijke verbeelding zijn voortgebracht. De wezens uit Imaginationland verwachten dat Butters in actie komt, maar zijn korte toespraak tegenover hen kan hen niet stoppen. Als gevolg van de explosie begint de muur te scheuren en uiteen te brokkelen.
Cartman organiseert een groot feest. Als Kyle aan komt lopen verschijnen er allemaal auto's en helikopters en worden Stan en Kyle meegenomen door militairen om ze te ondervragen over Imaginationland. De woeste Cartman besluit vervolgens naar Washington D.C. te liften, om Kyle zijn belofte na te laten komen. Wordt vervolgd.

## Culturele verwijzingen
- De manier waarop de titel verschijnt, verwijst naar de begintiteling van de Superman-films.
- De man die de jongens met zijn ballon naar Imaginationland brengt, is een parodie op het Dreamfinder-personage uit de inmiddels gesloten Epcot-attractie Journey Into Imagination.
- De scène waarin Stan tijdelijk doof wordt en zijn muts opraapt, terwijl om zich heen er overal geweld is te zien verwijst naar de beroemdste scène uit Saving Private Ryan.
- Als de leider van Imaginationland "They are coming" zegt - als de muur tussen goed en kwaad net is gebroken - is dat een verwijzing naar The Lord of the Rings: The Fellowship of the Ring.
- In de allerlaatste scène, waarin Cartman een lift krijgt van een vrachtwagenchauffeur, is Cartman precies gekleed als Sylvester Stallone.[1] voor een vergelijking.
- De muziek die te horen is als Eric mee lift met de vrachtwagenchauffeur heet "Cartman's Quest" en is te downloaden[2]. Het nummer is gebaseerd op "Bierko Entering the Gas Company" van Sean Callery dat werd gecomponeerd voor 24.